# Acartus hirtus
Acartus hirtus är en skalbaggsart som beskrevs av Olof Immanuel von Fåhraeus 1872. Acartus hirtus ingår i släktet Acartus och familjen långhorningar.
Artens utbredningsområde är:
- Botswana.
- Zimbabwe.

Inga underarter finns listade i Catalogue of Life.